# کوه چرچیل
کوه چرچیل (به انگلیسی: Mount Churchill) یک آتشفشان چینه‌ای در ایالات متحده آمریکا است که در آلاسکا واقع شده‌است. کوه چرچیل ۴٬۷۶۶٫۵۲ متر بالاتر از سطح دریا واقع شده‌است.